# Rhinolophus madurensis
Rhinolophus madurensis és una espècie de ratpenat de la família dels rinolòfids. Viu a Indonèsia. El seu hàbitat natural són les coves quan descansen. És probable que no depengui de l'aigua, però realitza farratges al bosc primari. Una amenaça significativa per a la supervivència d'aquesta espècie és la pèrdua d'hàbitat a conseqüència de l'extracció de pedra calcària i la desforestació per a l'explotació forestal i l'agricultura.